# Dating the Enemy
Pour plus de détails, voir Fiche technique et Distribution.
Dating the Enemy est un film australien réalisé par Megan Simpson Huberman en 1996.

## Synopsis
Une journaliste spécialisée dans la science et un peu désordonnée (Tash) vit avec un spécialiste de télévision très précis (Brett). Leur relation va en se dégradant quand un matin, ils se réveillent dans le corps l'un de l'autre, ce qui leur donne l'occasion de prendre quelques leçons.

## Fiche technique
- Titre anglais : Dating the Enemy
- Titre allemand : Liebling, bleib so wie ich bin!
- Scénario : Megan Simpson Huberman
- Production : Phil Gerlach, Sue Milliken, Heather Ogilvie
- Musique : David Hirschfelder
- Photographie : Steve Arnold
- Genre : comédie romantique et fantastique
- Durée : 97 min
- Pays :  Australie
- Langue : anglais
- Format d'image : Couleur

## Distribution
- Guy Pearce : Brett
- Claudia Karvan : Tash
- Matt Day : Rob
- Lisa Hensley : Laetitia
- Pippa Grandison : Colette
- John Howard : Davis
- Scott Lowe : Harrison
- Christopher Morsley : Paul
- Heidi Lapaine : Christina
- Christine Anu : chanteuse
- Arthur Dignam : Dr. Kamins
- Morna Seres : Helen McMahon
- William Usic : Marx
- Vanessa Stuart : assistant de production
- Anja Coleby : Karen Zader
- Barry Latchford : docteur
- Melissa Kounnas : serveuse au café
- Ramsey Everingham : Jeff
- Maree D'Arcy : officiant du mariage
- Simmone Mackinnon : assistante du docteur

## Récompenses et distinctions
Nommé au Australian Film Institute en 1996 en vue d'un AFI Award pour la meilleure actrice dans un rôle principal (Best Actress in a Lead Role) en faveur de Claudia Karvan.